# Дешинское
Дешинское — деревня в Харовском районе Вологодской области.
Входит в состав Харовского сельского поселения, с точки зрения административно-территориального деления — в Харовский сельсовет.
Расстояние до районного центра Харовска по автодороге — 25 км. Ближайшие населённые пункты — Останинское, Мартыновское, Деряжница.
По переписи 2002 года население — 7 человек.